# Клаузен-Леопольдсдорф
Клаузен-Леопольдсдорф (нем. Klausen-Leopoldsdorf) — коммуна (нем. Gemeinde) в Австрии, в федеральной земле Нижняя Австрия. 
Входит в состав округа Баден.  Население составляет 1481 человек (на 31 декабря 2005 года). Занимает площадь 60,03 км². Официальный код  —  30616.

## Политическая ситуация
Бургомистр коммуны — Херберт Ламеранер (АНП) по результатам выборов 2005 года.
Совет представителей коммуны (нем. Gemeinderat) состоит из 19 мест.
- АНП занимает 14 мест.
- СДПА занимает 5 мест.